# Cyrtopodium cristatum
Cyrtopodium cristatum Lindl. 1841 es una especie litófita perteneciente a la familia de las orquidáceas.

## Descripción
Es una orquídea de tamaño  grande, que prefiere el clima caliente a frío, es mayormente de   hábito terrestre o litófita,  con pseudobulbo cónico subcilíndrico, acuminado, erecto y envuelto por varias vainas basales, con cuatro hojas coriáceas, erectas,  lineares. Florece en una inflorescencia basal, generalmente en racimo, rara vez paniculada, densamente poblada con muchas flores en la parte apical, tiene de 30 a 60 cm de largo, con flores de 2.5 cm de longitud ligeramente fragantes. Se producen en los fines de invierno y principios de la primavera.

## Distribución y hábitat
Se encuentra desde la Guayana Francesa, Surinam, Guyana, Venezuela, Colombia y el norte de Brasil en elevaciones de 100 a 1150 m s. n. m. Sobre rocas y árboles.